# Nemawashi
Nemawashi (根回し) est un terme japonais désignant un processus informel permettant de préparer en douceur un projet ou un changement important en parlant avec les personnes concernées et en essayant d'obtenir leur soutien et leur adhésion. C'est une pratique utile et parfois indispensable pour une décision dont l'accord est difficile à obtenir.
À l'origine, c'est un mot issu du vocabulaire de l'horticulture. Il y désigne une manière de préparer des arbres adultes à la transplantation en coupant les racines en cercles de plus en plus rapprochés longtemps avant le déplacement. La traduction littérale de nemawashi est « tourner autour des racines », de ne (根, racine) et mawasu (回す, tourner autour [de quelque chose]). Son équivalent français est donc « cernage ».
Nemawashi est souvent cité parmi les mots difficiles à traduire car il est profondément lié à la culture japonaise.